# أمير بنولي
أمير بنولي (بالعبرية: אמיר פנואלי‏) (ولد في 22 أبريل 1941 في نهلال، فلسطين (قبل الاحتلال) وتوفي 2 نوفمبر 2009 في نيويورك) عالم حاسوب إسرائيلي، اشتهر في مجال علم الحاسوب، فاز بجائزة تورنغ في عام 1996
من أجل «العمل الأساسي الذي يقدم المنطق الزمني في علوم الحوسبة وللمساهمات البارزة في التحقق من البرامج والنظام.».

## حياته
حصل بنولي على درجة البكالوريوس في الرياضيات من المعهد الإسرائيلي للتكنولوجيا والدكتوراة (1967) في الرياضيات من معهد وايزمان للعلوم. تحول إلى علم الحاسوب كزميل ما بعد الدكتوراه في جامعة ستانفورد ومركز أبحاث واتسون التابع لـ IBM . عاد بنولي إلى إسرائيل كباحث أول في قسم الرياضيات التطبيقية في معهد وايزمان، وفي عام 1973 انتقل إلى جامعة تل أبيب، حيث أسس قسم علوم الحاسب فيها، وفي عام 1981 عاد إلى معهد وايزمان.
في عام 1971، شارك بنولي في تأسيس شركة البرمجيات Mini-Systems، وعندما تم الاستحواذ عليها من قبل شركة Scitex في عام 1984، شارك في تأسيس AdCad (الآن i-Logix) وهي مطور برامج هندسية بمساعدة الكمبيوتر.
نشر بنولي مع زوهار مناع، كتاب: المنطق الزمني للأنظمة التفاعلية والمتزامنة: المواصفات (1991) والتحقق الزمني للأنظمة التفاعلية: السلامة (1995).